# Hermannia clara
Hermannia clara är en kvalsterart som beskrevs av Sitnikova 1975. Hermannia clara ingår i släktet Hermannia och familjen Hermanniidae. Inga underarter finns listade i Catalogue of Life.